# Nadine Cerf-Bensussan
Nadine Cerf-Bensussan est une pédiatre et immunologiste française travaillant pour l'Inserm. Elle est responsable d’une équipe à l’Institut des maladies génétiques Imagine. Elle reçoit le Grand Prix de l'Inserm en 2023.

## Biographie
Nadine Cerf-Bensussan effectue son premier stage hospitalier, dans le service d'immunologie et d'hématologie de Claude Griscelli, à l’hôpital Necker-Enfants malades puis des gardes dans le service de réanimation infectieuse de François Vachon à l’ancien hôpital Claude-Bernard. En 1978, elle devient interne dans le service de Claude Griscelli. Elle s'oriente vers un DEA auprès de Delphine Guy-Grand qui étudie l'anatomopathologie et qui travaille sur l'immunité intestinale chez la souris. Son DEA en poche, elle effectue un stage au Massachusetts General Hospital à Boston auprès de Atul Bhan. Elle y met au point son premier anticorps monoclonal contre les lymphocytes intestinaux chez le rat. En 1983, elle reprend son internat à l’hôpital Necker dans l'équipe d'Alain Fischer. Elle soutient sa thèse de doctorat en 1987 sous la direction de Claude Griscelli à l'Université Paris-Diderot sur la lymphocytose duodénale chez les rats et chez les humains. La même année, elle entre à L'INSERM en tant que chargée de recherche. De 2010 à 2012, elle est directrice de recherche à l'Université Pierre et Marie Curie. En 2012, elle rejoint l’Institut des maladies génétiques Imagine et devient en 2020, directrice de recherche de classe exceptionnelle à l’Inserm, et responsable du laboratoire Immunité Intestinale dans ce même institut.
Ses recherches portent sur le microbiote intestinal humain. Elles visent à mieux comprendre les pathologies intestinales, dont la maladie cœliaque induite par le gluten, ainsi que les liens entre le microbiote intestinal et son hôte.

## Distinctions et récompenses
- 2023: Grand prix de l'Institut national de la santé et de la recherche médicale[5]
- 2014: Prix Recherche de l'Inserm[6]
- 2013: Bourse Advanced Grant du Conseil européen de la recherche[6]